# دوزنده دوسیخچه‌ای نیجریه
دوزنده دوسیخچه‌ای نیجریه (نام علمی: Gynacantha nigeriensis) نام یک گونه از سرده دوزنده‌های دوسیخچه‌ای است.